# آلما ساندکوئیست
آلما ماریا کاتارینا ساندکوئیست (انگلیسی: Alma Sundquist; ۲۳ مارس ۱۸۷۲ – ۷ ژانویهٔ ۱۹۴۰) پزشک متخصص زنان و پیشگام در درمان بیماری‌های آمیزشی اهل سوئد بود. او همچنین از فعالان متعهد حقوق زنان بود که برای شرایط کاری بهتر برای زنان، به مشکلات مربوط به خانه‌های غیربهداشتی و فحشا رسیدگی کرد و نیاز به آموزش جنسی برای دختران را ترویج می‌کرد. وی بین سال‌های ۱۹۰۱ تا ۱۹۳۹ میلادی فعالیت می‌کرد. او برای حق رای زنان مبارزه کرد و در نشست افتتاحیه انجمن ملی حق رای زنان (FKPR) در ژوئن ۱۹۰۲ شرکت کرد. در سطح بین‌المللی، در سال ۱۹۱۹ او نماینده سوئد در تأسیس انجمن بین‌المللی زنان پزشکی در نیویورک بود و در اولین کنگره بین‌المللی زنان کارگر در واشینگتن دی سی در اوایل دهه ۱۹۳۰ از طرف جامعه ملل شرکت کرد.

## زندگی
آلما ماریا کاتارینا ساندکوئیست در ۲۳ مارس ۱۸۷۲ در مدلپاد به دنیا آمد.  پس از مرگ پدرش، او با مادر و دو خواهرش به سونسوال نقل مکان کرد. خانه آنها در آتش‌سوزی بزرگ‌سال ۱۸۸۸ ویران شد و پس از آن به استکهلم نقل مکان کردند. در آنجا او در سال ۱۸۹۱ از دبیرستان والینسکا فارغ‌التحصیل شد. سپس به دانشگاه اوپسالا رفت و در آنجا تحصیلات مقدماتی را برای پزشکی و فلسفه انجام داد. در طول تحصیل، او با آدا نیلسون آشنا شد. 

## فعالیت
علی‌رغم مقررات پزشکی که زنان را از کار در بیمارستان‌های دولتی منع می‌کرد، او به تحصیل پزشکی در مؤسسه کارولینسکا ادامه داد. ساندکوئیست و نیلسون در دوران تحصیل در دانشکده پزشکی، با تبعیض از سوی اعضای هیئت علمی که از دادن نمرات بالاتر نسبت به دانشجویان پسر به آنها خودداری می‌کردند، مواجه شدند. نیلسون و ساندکوئیست که در سال ۱۹۰۰ فارغ‌التحصیل شدند، در ژانویه بعد، درخواستی نوشتند که تقریباً توسط تمام پزشکان زن در کشور و همچنین بسیاری از دانشجویان زن پزشکی امضا شد و در اعتراض به ناتوانی آنها در کار حتی به عنوان پزشک اطفال یا از طرف بیماران زن، به جز در مطب‌های خصوصی بود. 
در سال ۱۹۰۱، ساندکوئیست یک مطب خصوصی را در استکهلم افتتاح کرد که تا سال ۱۹۳۹ آن را اداره می‌کرد. او که در رشته‌های زنان، بیماری‌های مقاربتی و پوست تخصص داشت، به تدریس بهداشت در مدارس دخترانه و سخنرانی در مورد تربیت جنسی در سراسر کشور می‌پرداخت. او در ارائه دسترسی به پیشگیری از بارداری از طریق تجویز پزشکان و تحقیقات بیشتر در مورد بیماری‌های مقاربتی نقش مهمی داشت.  در سال ۱۹۰۳ در پلی کلینیک شهر استکهلم متخصص بیماریهای مقاربتی شروع به کار کرد. او در این کلینیک بیمارانی را که در فقر شدید در شرایط غیربهداشتی زندگی می‌کردند، درمان می‌کرد که بسیاری از آنها روسپی بودند. او از نزدیک متوجه آسیب‌هایی شد که قوانین فحشا برای آنها ایجاد کرد و از اصلاح طلبانی مانند Johan Erik Johansson حمایت کرد. که خواستار جرم زدایی تجارت جنسی و توقف مقررات شد. 
تجارب پزشکی ساندکوئیست منجر به تعهد او به اصلاحات اجتماعی برای پرداختن به مسائلی شد که زنان با آن مواجه بودند.  او یک مبارز پیشگام برای حق رای زنان بود و در جلسه افتتاحیه انجمن حق رای زنان (سوئدی: Föreningen för kvinnans politiska rösträtt, FKPR) به جمع هیئت مدیره پیوست. از اواخر سال ۱۹۰۳ تا اوایل سال ۱۹۰۴، او در کمیته نظارتی برای پیشگیری از بیماری‌های مقاربتی عفونی کار کرد و در سال ۱۹۰۴ به عضویت انجمن تازه تأسیس پوست انتخاب شد   و قانون منع زنان پزشک از کار در مراکز عمومی با قوانین جدید در سال ۱۹۰۹ لغو شد.

## مرگ و میراث
آلما ساندکوئیست در ۷ ژانویه ۱۹۴۰ در استکهلم درگذشت  از او به عنوان یکی از برجسته‌ترین پیشگامان ونورولوژی در سوئد در نیمه اول قرن بیستم یاد می‌شود که فعالانه در حل چالش‌های اجتماعی و سیاسی زنان شرکت داشت.  او از طریق کار خود، عواقب بیماری‌های آمیزشی را به مقامات سوئد رساند و در مورد توسعه سیاست برای پیشگیری و درمان آنها مشورت کرد.   او متعهد به تغییر قوانین برای بهبود شرایط برای زنان، و همچنین ریشه کن کردن قوانین حمایتی بود که با افراد بر اساس جنسیت متفاوت رفتار می‌کرد. 